# Enees (personatge bíblic)
Enees és un personatge del Nou Testament. D'acord amb Fets, ［Ac 9:32-33］ va viure a  Lida, i havia estat un esguerrat durant vuit anys. Quan Pere li va dir: "Enees, Jesucrist et dona la salut. Aixeca't i fes-te el llit", va ser curat i es va aixecar.
F. F. Bruce suggereix que Enees era "un dels grups cristians locals, encara que això no s'indiqui expressament." D'acord amb David J. Williams, hi ha certa ambigüitat en el text grec del versicle 34, que conté una frase normalment traduïda com "fes-te el llit". El text literalment es tradueix com a Pere dient-li a Enees d'"estendre's per si mateix", que podria no referir-se a seu llit, sinó a una altra cosa que abans era incapaç de fer. Williams suggereix que podria, per exemple, significar "aconseguir alguna cosa de menjar per si mateix".
La història és seguida d'un relat de la resurrecció de Dorques.